# Liste politischer Parteien in Kamerun
Die Liste politischer Parteien in Kamerun führt Parteien in Kamerun auf, mit Angabe der französischen, englischen und deutschen Bezeichnung. Während unter dem ersten kamerunischen Präsidenten Ahmadou Ahidjo ein Einparteiensystem herrschte, wurde in den 1990er Jahren unter Paul Biya ein Mehrparteiensystem eingeführt. Die RDPC ist seitdem ohne Unterbrechung die politische Regierungspartei in der Republik Kamerun. Die größte Oppositionspartei ist die SDF. Den Oppositionsparteien werden allgemein wenig Chancen eingeräumt.
| Abkürzung | Französischer Name                               | Englischer Name                              | Deutscher Name                                |
| --------- | ------------------------------------------------ | -------------------------------------------- | --------------------------------------------- |
| RDPC      | Rassemblement démocratique du Peuple Camerounais | Cameroon People’s Democratic Movement (CPDM) | Demokratische Versammlung des Volkes Kameruns |
| SDF       | Front social démocrate                           | Social Democratic Front (SDF)                | Sozialdemokratische Front                     |
| CCP       | -                                                | Cameroon People’s Party (Kah Walla)          | -                                             |

Weitere Parteien in alphabetischer Reihenfolge:
| Abkürzung | Französischer Name                               | Englischer Name                                      | Deutscher Name                                 |
| --------- | ------------------------------------------------ | ---------------------------------------------------- | ---------------------------------------------- |
| ADD       | Alliance pour la Démocratie et le Développement  | Alliance for Democracy and Development               | Allianz für Demokratie und Entwicklung         |
| AMEC      | -                                                | Action for Meritocracy and Equal Opportunities       | -                                              |
| CPNC      | -                                                | Cameroon People’s National Convention                | -                                              |
| DIC       | -                                                | Cameroon Integral Democracy                          | -                                              |
| FPUP      | -                                                | Popular Front for Unity and Peace                    | -                                              |
| JDP       | -                                                | Justice and Development Part                         | -                                              |
| KNC       | -                                                | Kamerun National Congress                            | -                                              |
| KNDP      | -                                                | Kamerun National Democratic Party                    | -                                              |
| KPP       | -                                                | Kamerun People’s Party                               | -                                              |
| MANC      | -                                                | Cameroonian National Action Movement                 | -                                              |
| MANIDEM   | -                                                | African Movement for New Independence and Democracy  | -                                              |
| MDI       | -                                                | Movement for Democracy and Interdependence           | -                                              |
| MDP       | -                                                | Movement for Democracy and Progress                  | -                                              |
| MDR       | -                                                | Movement for the Defense of the Republic             | -                                              |
| MEC       | Mouvement des Ecologistes du Cameroun            | Cameroon Ecological Movement (CEM)                   | Ökologische Bewegung Kamerun                   |
| MLJC      | -                                                | Movement for the Liberation of Cameroonian Youth     | -                                              |
| MNSD      | -                                                | Social Movement for New Democracy                    | -                                              |
| MP        | -                                                | Progressive Movement                                 | -                                              |
| NPC-BUSH  | -                                                | Nationalism of Cameroonian Patriots                  | -                                              |
| OK        | -                                                | One Kamerun                                          | -                                              |
| PDC       | Parti des démocrates camerounais                 | Cameroonian Party of Democrats (CPD)                 | Partei der kameruner Demokraten                |
| PDS       | -                                                | Party of Social Democracy                            | -                                              |
| PI        | -                                                | Independent Peasants                                 | -                                              |
| PPD       | -                                                | Popular Party for Development                        | -                                              |
| PSC       | -                                                | Socialist Party of Cameroon                          | -                                              |
| RDPC      | Rassemblement démocratique du peuple camerounais | Cameroon People’s Democratic Movement (conservative) | -                                              |
| RFP       | -                                                | Rally of Patriotic Forces                            | -                                              |
| SDF       | Front social démocrate                           | Social Democratic Front                              | Soziale demokratische Front                    |
| SLC       | -                                                | Social Liberal Congress                              | -                                              |
| UC        | Union Camerounaise                               | Cameroon Union (CU)                                  | Kamerunische Union                             |
| UDC       | Union Démocratique du Cameroun                   | Cameroon Democratic Union (CDU)                      | Demokratische Union Kamerun                    |
| UFDC      | -                                                | Union of Democratic Forces in Cameroon               | -                                              |
| UNC       | Union Nationale Camerounaise                     | Cameroon National Union (CNU)                        | Nationale kamerunische Union                   |
| UNDP      | Union Nationale pour la Démocratie et le Progrès | National Union for Democracy and Progress            | Nationale Union für Demokratie und Fortschritt |
| UPA       | -                                                | Union of African Populations                         | -                                              |
| UPC       | Union des Populations du Cameroun                | Union of the Peoples of Cameroon                     | Union der Völker Kameruns                      |